# Шидерти
Шидерти (Сарапан) (на казахски: Шідерті; на руски: Шидерты) е река в Казахстан, Карагандинска и Павлодарска област. Дължина 506 km. Площ на водосборния басейн 15900 km².
Река Шидерти води началото си под името Саръапан от централната част на Казахската хълмиста земя, в северната част на Карагандинска област, на 589 m н.в., на 5 km западно от село Алабас. Тече основно на север-северизток през северните части на Казахската хълмиста земя, а в долното течение през най-южните части на Западносибирската равнина. В този последен участък реката носи името Карасу. Влива се в езерото Шаганак, на 88 m н.в., разположено в северозападната част на Павлодарска област. По време на пълноводие, но не всяка година водите на Карасу изтичат от езерото Шаганак, текат на север и се вливат в голямото езеро Жалаули, разположено на 73 m н.в. Основни притоци: леви – Муздъбулак, Ашчъкарасу, Оленти; десни – Шадра, Бала-Шидерти, Карасу. Има основно снежно подхранване с ясно изразено пълноводие от април до началото на юни. През лятото силно намалява, а в някои по плитки участъци в горното и долно течение пресъхна. Частично в горното и средното ѝ течение преминават участъци от канала „Иртиш-Караганда“, като за тази цел по течението ѝ са изградени 11 малки хидровъзела, най-голям от които е № 8. Долината ѝ е сравнително слабо заселена, като най-голямото селище по течението ѝ е селището от градски тип Шидерти в Павлодарска област.